# Grote vlotvaren
De grote vlotvaren (Salvinia molesta) is een varen uit de vlotvarenfamilie (Salviniaceae). Het is een drijvende waterplant die vooral in ondiep, warm water te vinden is en daar grote matten kan vormen.
De varen komt oorspronkelijk uit Brazilië, maar heeft zich dankzij de mens over bijna alle subtropische en tropische streken verspreid. Hij wordt bijna overal als een invasieve soort beschouwd. De grote vlotvaren wordt sporadisch in België en Nederland waargenomen. Sinds 2019 staat de soort op de lijst van invasieve uitheemse soorten die zorgwekkend zijn voor de Unie. De soort mag bijgevolg niet meer verhandeld worden in de Unie.

## Naamgeving en etymologie
De botanische naam Salvinia is een eerbetoon aan Antonio Maria Salvini (1653-1729), een Italiaans schrijver, dichter en filoloog. De soortaanduiding molesta is afkomstig van het Latijnse 'molestus' (vervelend).

## Kenmerken

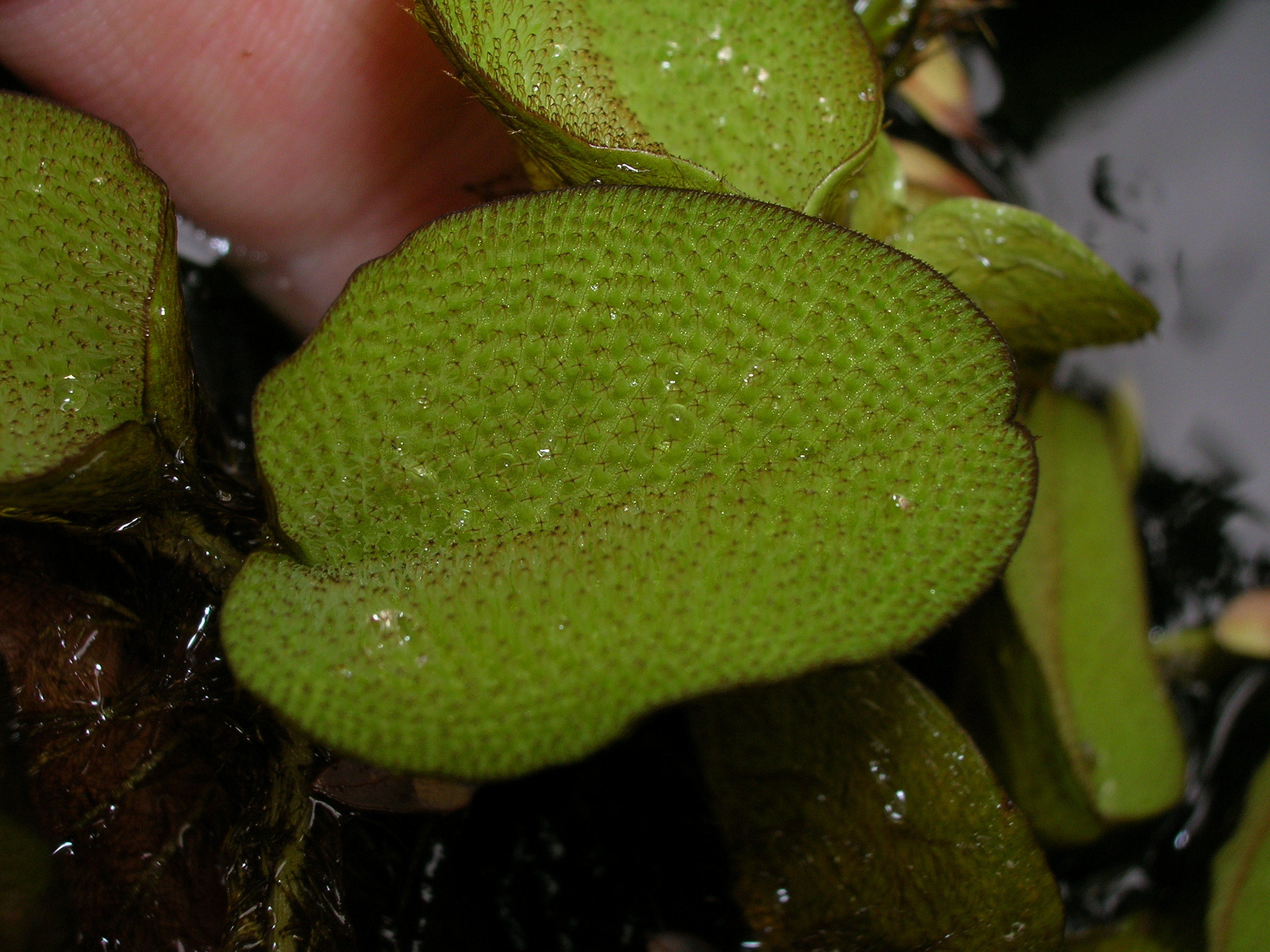
detail blad

De grote vlotvaren is een eenjarige of overblijvende, drijvende, aquatische varen. De vertakte rizomen worden tot 30 cm lang, en dragen geen echte wortels maar meercellige haren. De blaadjes zitten in groepjes van drie, en zijn van twee verschillende types (heterofyllie). De twee drijfblaadjes zijn groen, dikwijls met een bruine rand, van 1,5 tot 6 cm lang, ovaal met hartvormige voet, kort gesteeld en aan de bovenzijde voorzien van cuticulaire haren die, in tegenstelling tot die van de kleine vlotvaren aan de top gefuseerd zijn, als kleine gardes. Door deze haren houdt het blad bij onderdompeling een laagje lucht vast, waardoor het snel terug aan de oppervlakte komt. Het onderwaterblad is fijn verdeeld, vezelig en eveneens behaard.
De sporocarpen zijn eivormig en zitten in kettingen bij elkaar vastgehecht aan de basis van de blaadjes. De geproduceerde sporen blijken echter onvruchtbaar en groeien niet uit tot nieuwe planten. De grote vlotvaren vermenigvuldigt zich blijkbaar enkel vegetatief, via stekken.

## Habitat
De grote vlotvaren is een warmteminnende, aquatische plant die vooral in matig tot voedselrijk, stilstaand of langzaam stromend zoet- tot brak water te vinden is, zoals in drasland, poelen, vijvers, meren, sloten en kanalen. In ideale omstandigheden vormt de plant dichte matten, tot een halve meter dik.
De plant groeit optimaal bij een watertemperatuur van 20 °C tot 30 °C, maar verdragen geen temperaturen beneden -3 °C of boven 43 °C. Hij kan een grote marge in pH aan, en tolereert een zekere mate van zout water. Hij kan ook gedurende enige tijd tegen droogte door de vorming van slapende knoppen.

## Verspreiding en voorkomen
De grote vlotvaren komt oorspronkelijk uit het zuidoosten van Brazilië, maar heeft zich met behulp van de mens verspreid over bijna alle subtropische en tropische streken, zoals in Noord-Amerika en Hawaii, Australië, Nieuw-Zeeland, Zuid-Afrika, Azië en het Middellandse Zeegebied. In gematigde streken is het een eenjarige plant.
In Nederland is de plant waargenomen in Friesland, Gelderland en Noord-Holland. Waarschijnlijk gaat het daar om ontsnapte of uitgezette aquarium- of vijverplanten. In België is de plant waargenomen op enkele locaties, maar aangezien de plant niet goed tegen vorst bestand is, overleven deze populaties normaal gezien de winter niet.

## Economisch belang

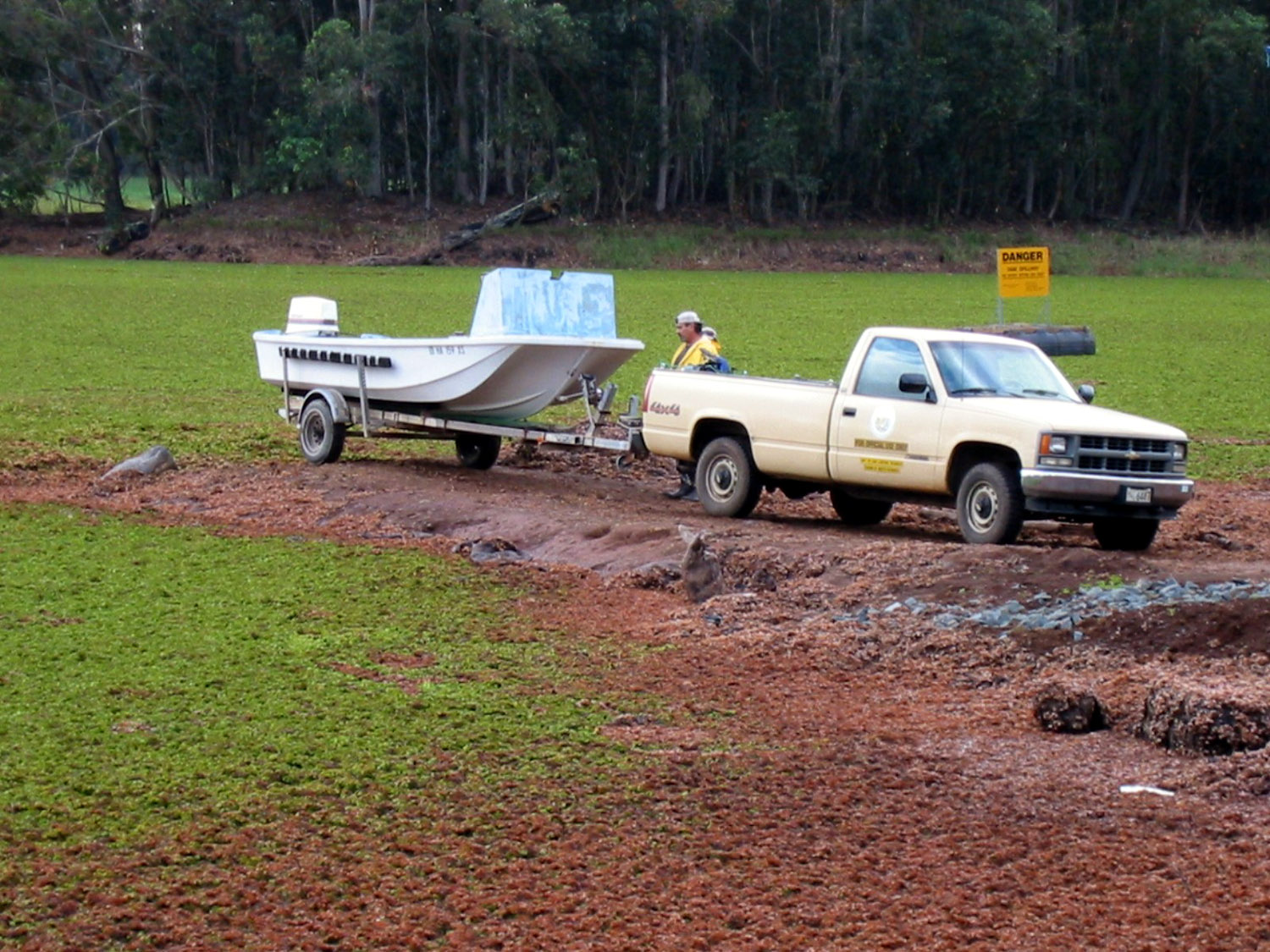
Grote vlotvaren bedekt Lake Wilson (Hawaii)

De grote vlotvaren wordt bijna overal waar hij opduikt als een invasieve soort beschouwd, zelfs als een van 's werelds ergste invasieve waterplanten. Het is een zeer agressieve, competitieve plant, die belangrijke impact kan hebben op het aquatisch milieu, de lokale visserij, recreatie en de menselijke gezondheid. Vandaar is de plant in Europa opgenomen op de lijst van invasieve soorten die zorgwekkend zijn voor de Europese Unie.
De plant heeft een enorme groeikracht. In ideale omstandigheden verdubbelt hij in 2,2 dagen in omvang, en een enkele plant kan in drie maanden tijd meer dan 60 km² open water bedekken. Het vormt matten van meer dan een halve meter dik, die verhinderen dat zonlicht en zuurstof in het water doordringen, zodat andere planten, insecten en vissen afsterven. Wanneer de varen in de winter afsterft, neemt de voedselrijkdom plots enorm toe en het zuurstofgehalte daarmee nog verder af. Watervogels vermijden wateroppervlaktes die bedekt zijn met de varen. Vissen en recreatief varen wordt onmogelijk, inlaten van stuwdammen, pompstation en koelinstallaties verstoppen, en de matten creëren ideale broedplaatsen voor ziekteverspreidende muggen.
De grote vlotvaren komt meestal in het milieu terecht doordat aquarium- en tuinvijverliefhebbers hun overschot aan waterplanten dumpen, door besmette boten en door ruimings- en maaiwerkzaamheden met besmet materiaal, en het verspreidt zich vervolgens snel via stukjes De grote vlotvaren en slapende knoppen. Ook watervogels en waterbewonende zoogdieren kunnen een rol spelen in de verspreiding.
De bestrijding van de grote vlotvaren is niet voor de hand liggend. Met de hand verwijderen wordt als inefficiënt beschouwd, machinaal ruimen duur en riskant wegens de kans op fragmentatie en verdere verspreiding. Na ruiming is nog lange tijd intensieve controle nodig. Herbiciden zijn dikwijls weinig efficiënt in stromend water. De kever Cyrtobagous salviniae van de familie Curculionidae wordt als biologisch bestrijdingsmiddel gebruikt, op vele plaatsen met succes.